# 文襄敬皇后元氏
元氏（げんし、生没年不詳）は、東魏の権臣高澄の妻で、東魏の孝静帝の姉。北斉が建てられ、高澄が文襄帝と追号されるとともに文襄皇后（ぶんじょうこうごう）の号を贈られ、死後に敬皇后（けいこうごう）と諡された。本貫は河南郡洛陽県。

## 経歴
清河王元亶の娘として生まれた。北魏の孝武帝のとき、馮翊公主に封ぜられ、また高澄に嫁いで嫡男の高孝琬と娘2人をもうけた。
高澄と死別後、550年に亡夫の弟の高洋（文宣帝）によって北斉が建てられると皇后の号を贈られ、静徳宮に住んだ。高孝琬は河間王に、長女は楽安公主に、次女も公主に封じられた。
555年、精神状態が悪化した文宣帝は元氏の財産を奪い、「我が兄（高澄）は昔、我が妻を犯した。私は今、その仕返しをするのだ」と言って、元氏を犯した。文宣帝は親疏を問わず、高氏の家族の女性たちに目の前で乱交させた。葛を綱にして、魏の安徳公主（清河王元懌の娘で元氏のおば、もと孝武帝の愛人）を馬乗りにさせて人に引かせ、また胡人に命じて辱めさせた。文宣帝は自らそのさまを見せて、臣下たちに示した。
元氏は武平年間に死去し、高歓の義平陵に陪葬された。

## 伝記資料
- 『北斉書』巻9 列伝第1
- 『北史』巻14 列伝第2 后妃下